# Peter Rabe
Pour les articles homonymes, voir Rabe.
Peter Rabe, né Peter Rabinowitsch le 3 novembre 1921 à Halle, en Allemagne,  et mort le 20 mai 1990 à Atascadero, en Californie, est un scénariste et un romancier américain, auteur de roman policier et de roman d’espionnage.

## Biographie
Il est le second fils d’un père russe et d’une mère allemande. À l’âge de 17 ans, avec son père, il émigre aux États-Unis où il arrive, à bord du S.S. President Roosevelt, le 5 novembre 1938, deux jours après son 18e anniversaire. Il s’inscrit à l’Université d’État de l’Ohio, avant d’entrer à l’Université Case Western Reserve où il obtient un doctorat en psychologie. Après s’être destiné à l’enseignement, profession qui le déçoit, il devient magasinier, puis ouvrier dans le milieu de la métallurgie. Il se consacre uniquement à l’écriture à partir de la seconde moitié des années 1950, revenant brièvement à l’enseignement à la fin des années 1960.
Ses premiers romans appartiennent à la veine du roman noir. Ils décrivent souvent le parcours sans état d’âme de gangsters, de tueurs à gages et de politiciens corrompus dans un style âpre qui rappelle les œuvres de W. R. Burnett et reçoivent les éloges de Mickey Spillane, de Donald Westlake et de Erskine Caldwell. Dans Le Dindon de la farce (1955), par exemple, un malfrat n’hésite pas à travailler pour le compte d’anciens nazis et, dans Regrets éternels (1956), un caïd mégalomane donne à faire ou exécute lui-même de basses besognes sans sourciller. Coups durs à Napoli (1956), qui sera adapté au cinéma en 1970, offre une variation de ce thème en s’intéressant à deux déserteurs américains échoués à Naples.  
Dans six romans de Peter Rabe revient le personnage de Daniel Port. Ce dur-à-cuire, longtemps le bras droit d’un caïd de l’Est, décide de sauver sa peau en devenant un délateur dont les révélations aux autorités policières dans Six pieds sous terre (1956) mettent en difficulté les activités de la pègre : trafic d’influences, vols de marchandises, trucages d’élections, jeux clandestins.  Dans Oraison funèbre (1957), Daniel Port se trouve au centre d’une intrigue de chantage mettant en cause la réputation d’une grande star d’Hollywood, alors que dans La Main à la pâte (1957), il tente d’aider un ancien perceur de coffres-forts à ne pas retomber dans les rets de la mafia. Les romans suivants, tout comme les œuvres écrites dans les années 1960, apparaissent plus faibles. Peter Rabe se tourne alors, sans plus de succès, vers le roman d’espionnage, avec notamment une médiocre série consacrée aux exploits du conseiller juridique Manny DeWitt, et des romans psychologiques peu réussis sous le pseudonyme de Marco Malaponte. En 1967, il conçoit aussi le scénario de deux épisodes de la série télévisée américaine Batman.
Dans les années 1970, il utilise le nom maison J.T. MacCargo pour rédiger deux novélisations de la série télévisée Mannix.

## Œuvre

### Romans

#### Série policièreDaniel Port
- Dig My Grave Deep (1956) Publié en français sous le titre Six pieds sous terre, Paris, Presses de la Cité, Un mystère no 331, 1957
- It’s My Funeral (1957) Publié en français sous le titre Oraison funèbre, Paris, Presses de la Cité, Un mystère no 371, 1957
- The Out Is Death (1957) Publié en français sous le titre La Main à la pâte, Paris, Presses de la Cité, Un mystère no 366, 1957
- The Cup of the Whip (1958)
- Bring Me Another Corpse (1959) Publié en français sous le titre Frappe devant, Paris, Gallimard, Série noire no 553, 1960
- Time Enough to Die (1959) Publié en français sous le titre L’Homme qui rit jaune, Paris, Gallimard, Série noire no 600, 1960

#### Série d’espionnageManny DeWitt
- Girl in a Big Brass Bed (1965)
- The Spy Who Was Three Feet Tall (1966) Publié en français sous le titre Haut les nains !, Paris, Gallimard, Série noire no 1123, 1967
- Code Name Gadget (1967)

#### Autres romans policiers
- Stop This Man! (1955) Publié en français sous le titre Tirez à vue, Paris, Presses de la Cité, Un mystère no 295, 1956
- Benny Muscles In (1955) Publié en français sous le titre En plein dans le mille, Paris, Presses de la Cité, Un mystère no 300, 1956
- A Shroud for Jesso (1955) Publié en français sous le titre Le Dindon de la farce, Paris, Presses de la Cité, Un mystère no 287, 1956
- A House in Naples (1956) Publié en français sous le titre Coups durs à Napoli, Paris, Presses de la Cité, Un mystère no 299, 1956
- Kill the Boss Good-By (1956) Publié en français sous le titre Regrets éternels, Paris, Presses de la Cité, Un mystère no 341, 1957
- Agreement to Kill (1957) Publié en français sous le titre Permis d’inhumer, Paris, Presses de la Cité, Un mystère no 378, 1957
- Journey Into Terror (1957) Publié en français sous le titre Balle perdue, Paris, Presses de la Cité, Un mystère no 394, 1958
- Mission for Vengeance (1958) Publié en français sous le titre Un plat qui se mange froid, Paris, Presses de la Cité, Un mystère no 434, 1958
- Blood on the Desert (1958) Publié en français sous le titre Dynamite dans le désert, Paris, Éditions des Presses internationales, coll. Inter-Espions no 19, 1961
- Anatomy of a Killer (1960) Publié en français sous le titre Le Tueur, Paris, Éditions de Trévise, coll. « Le Cachet » no 19, 1961
- My Lovely Executioner (1960) Publié en français sous le titre Ce soir, on sort, Paris, Gallimard, Série noire no 623, 1960
- Murder Me for Nickels (1960)
- The Box (1962)
- War of the Dons (1972)
- Black Mafia (1974)

#### Autres romans non-policiers
- His Neighbor’s Wife (1962)

#### Autres romans non-policiers signés Marco Malaponte
- Her High School Lover (1963)
- New Man in the House (1963)

### Novélisations signées J.T. MacCargo
- Tobruk (1967), novélisation de Tobrouk, commando pour l'enfer, film d'aventures de Arthur Hiller avec Rock Hudson.
- A Fine Day for Dying: Mannix n°2 (1975)
- Round Trip to Nowhere: Mannix n°4 (1975)

### Essai
- From Here to Maternity (1955), récit humoristique des événements entourant la naissance du premier fils de l’auteur

### Scénario
- 1967 : Batman – Saison 2, épisode 21 L’Inévitable Joker
- 1967 : Batman – Saison 2, épisode 22 Le Joker sort du jeu

### Adaptation cinématographique
- 1970 : House in Naples, film américain de Peter Savage d’après le roman homonyme, avec Peter Savage et Jake La Motta.